# Hirtaeschopalaea borneensis
Hirtaeschopalaea borneensis là một loài bọ cánh cứng trong họ Cerambycidae.